# Oliver Weist
Oliver Weist (* 1968 in Schwerte) ist ein deutscher Kanuslalom-Sportler und -Trainer.

## Leben
Weist stammt aus einer kanuaffinen Familie. Schon sein Vater Dietmar Weist war mehrfacher Deutscher Meister und startete 1963 für Deutschland an der Kanuslalom-Weltmeisterschaft. Oliver Weist wuchs in Schwerte auf und startete seit Beginn für den Kanu-Verein Schwerte. Er begann schon sehr früh mit dem Kajakfahren. Früh wechselte er zur Bootsklasse Einer-Canadier (C1). Als 12-Jähriger wurde er das erste Mal Deutscher Meister in seiner Altersklasse. Mehrere Deutsche Meistertitel folgten. Außergewöhnlich war dann der Gewinn der Deutschen Meisterschaft 1986 der Herren im Juniorenalter von 17 Jahren.
Noch als Juniorfahrer qualifizierte er sich für die Nationalmannschaft der Leistungsklasse und nahm als einer der jüngsten Einer-Canadierfahrer an der Weltmeisterschaft im französischen Bourg St. Maurice 1987 teil. Weist gehörte seit 1987 bis 1991 ohne Unterbrechung zu den besten drei deutschen Einer-Canadierfahrern und war fünf Jahre in Folge Nationalmannschaftsmitglied. In dieser Zeit nahm er an weiteren Weltmeisterschaften 1989 in Savage (USA) und den Wettkämpfen 1991 in Tacen (Jugoslawien) teil, sowie an zahlreichen Weltcup- und Europacup-Rennen. 1990 erzielte Weist in der Europa-Cup Gesamtwertung den Platz 6. Bei einzelnen Weltcup-Rennen wie beispielsweise 1990 in Tacen erzielte er den dritten Platz und zeigte damit, dass er trotz seines jungen Alters in der Weltelite mitfahren konnte.
Er beendete seine Sportlerkarriere 1991 auf eigenen Wunsch und verabschiedete sich aus dem Kanuslalom, obwohl er zu dem Zeitpunkt aktives Nationalmannschaftsmitglied war und eine sehr gute Perspektive für eine Teilnahme an den Olympischen Spielen 1992 hatte.
Er studierte anschließend an der Universität Dortmund Wirtschaftswissenschaften und konnte sein Studium erfolgreich 1997 abschließen. Beruflich ist er seit 2021 alleiniger Geschäftsführer der Elementmedia GmbH in Schwerte.
Nach langen Jahren ohne Teilnahme an Kanuslalom-Wettkämpfen nahm Oliver Weist 2021 erstmals wieder an einem Rennen teil. Er gewann die German Masters in seiner Altersklasse und konnte diesen Titel drei Jahre in Folge erfolgreich verteidigen. Zudem nahm er 2023 erstmals an den European Masters Games in Taivalkoski/FIN teil und gewann in seiner Altersklasse. Im Jahr 2024 nahm Weist an der ICF Masters World Championships in Krakau/POL teil. Dort wurde er nicht nur Weltmeister in seiner Altersklasse, sondern konnte sich den Gesamtsieg im Einer-Canadier über alle Altersklassen ab 35 Jahre sichern.
Zugleich nimmt Weist auch an Rennen der Einer-Canadier Leistungsklasse teil. Er gewann hier von 2022 bis 2025 die Westdeutschen Meisterschaften, nahm 2024 und 2025 beim Deutschland-Cup teil und errang zuletzt Platz 7 in der Gesamtwertung und wurde bei der Deutschen Herrenmeisterschaft 2024 im Einer-Canadier der Leistungsklasse 6.
Weist ist seit 2023 Landestrainer auf Honorarbasis für NRW und betreut in diesem Zusammenhang Kaderathleten im Einer-Canadier. Zugleich hat Oliver Weist gemeinsam mit seinem Bruder Torsten die Dietmar Weist & Söhne Stiftung gegründet, um den Kanuslalom im Rahmen der Jugendarbeit und des Leistungssports zu fördern. Er ist weiter seit vielen Jahren aktives Mitglied im Förderverein des Kanu-Verein Schwertes.